# Antonio Aguilar
(Nume spaniole: primul, numele de familie al tatălui : Aguilar, al doilea, numele de familie al mamei: Barraza)
Antonio Aguilar Barraza pe numele întreg José Pascual Antonio Aguilar Márquez Barraza (n. 17 mai 1919, Tayahua⁠(d), Zacatecas, Mexic – d. 19 iunie 2007, Ciudad de México, Mexic)  a fost un cântăreț, actor, scenarist și producător mexican. 

## Biografie
Aguilar a plecat la Los Angeles, dorind să devină cântăreț de operă. În 1945 s-a întors în Mexic, iar în anii 1950 devenise cel mai popular cântăreț de mariachi. În 1952 a primit primul său rol de film în Un rincón cerca del cielo, iar în 1956 un rol principal în filmul Tierra de hombres.  
Specialitatea sa a fost interpretarea rolurilor de revoluționari mexicani. A jucat rolul principal în filmul Emiliano Zapata (1970) și rolul lui Pancho Villa în filmul La sangre de un valiente (1992). A jucat în 167 de filme, printre care Invincibilii alături de John Wayne. De asemenea, a fost implicat în multe filme ca scenarist și producător.
Ca și cântăreț, Aguilar a fost cunoscut pentru piese precum „Triste Recuerdo”, „Tampico Hermoso”, „El Caballo Blanco” și „Corrido De Lucio Vazquez” și a vândut peste 25 de milioane de discuri. Este considerat unul din pionierii interpretării muzicii Banda, incluzând muzică folclorică mexicană (rancheras) și baladele (corridos).
Cu soția sa, cântăreața Flor Silvestre și fiii săi Pepe și Antonio, a călătorit prin SUA și America Latină și a interpretat charrerías, un amestec de spectacole de concert și rodeo. Este recunoscut ca persoana care a dat un impuls mare sportului și talentului mexican al charreriei la un nivel național și internațional și pentru asta a fost cunoscut sub porecla „El Charro de México”.
În 1997 i-a fost acordat premiul Ariel de Aur pentru serviciile sale în domeniul filmului mexican. În anul 2000 a primit o stea pe Walk of Fame de la Hollywood.

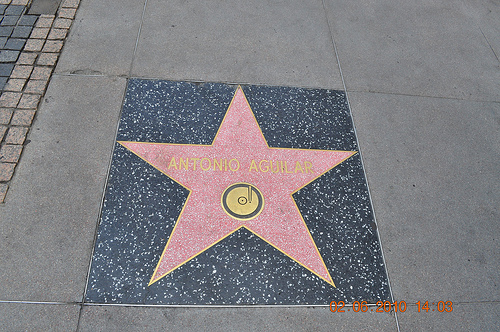
Steaua lui Antonio Aguilar pe Walk of Fame-ul din Holywood

## Filmografie selectivă
- 1952 Un rincón cerca del cielo, regia Rogelio A. González, cu Pedro Infante
- 1952 Yo fui una callejera, regia Joselito Rodríguez
- 1952 Antoniu și cleopatra  (Anthony and Cleopatra), regia Charlton Heston
- 1953 La mujer desnuda, regia Fernando Méndez
- 1953 Mi adorada Clementina, regia Rafael Baledón
- 1957 ¡Aquí están los Aguilares!, regia Jaime Salvador
- 1957 La rebelión de la sierra, regia Roberto Gavaldón
- 1957 Revolta peonilor	(Tierra de hombres), regia Ismael Rodríguez
- 1959 La cucaracha, regia Ismael Rodríguez, cu  María Félix și Dolores del Río
- 1960 La sombra del caudillo, regia Julio Bracho
- 1961 Los hermanos Del Hierro, regia Ismael Rodríguez
- 1962 Calul alb (El caballo blanco), regia Rafael Baledón cu Joselito
- 1962 Ánimas Trujano (El señor importante), regia Ismael Rodríguez cu Toshirō Mifune
- 1965 Juan Colorado, regia Miguel Zacarías
- 1968 Caballo prieto azabache, regia René Cardona
- 1968 Valentín de la Sierra, regia René Cardona
- 1969 Invincibilii, regia Andrew V. McLaglen și John Wayne
- 1970 Zapata (Emiliano Zapata), regia Felipe Cazals
- 1973 Valente Quintero, regia Mario Hernández
- 1973 La muerte de Pancho Villa, regia Mario Hernández
- 1974 Simon Blanco, regia Mario Hernández
- 1986  Contrabando y muerte, regia Mario Hernández
- 1992 La sangre de un valiente, regia Mario Hernández
- 1994 La güera Chabela, regia Mario Hernández, producător Antonio Aguilar